# روبن هکتور سوسا
روبن هکتور سوسا (انگلیسی: Rubén Héctor Sosa; ۱۴ نوامبر ۱۹۳۶ – ۱۳ سپتامبر ۲۰۰۸) بازیکن فوتبال اهل آرژانتین بود.
از باشگاه‌هایی که در آن بازی کرده‌است می‌توان به باشگاه فوتبال سرو، باشگاه فوتبال راسینگ کلوب آویاندا، و باشگاه فوتبال ناسیونال اروگوئه اشاره کرد.
وی همچنین در تیم ملی فوتبال آرژانتین بازی کرده‌است.